# 台北小城駅
台北小城駅（タイペイしょうじょうえき）は台湾新北市新店区徳安里にある新北捷運安坑軽軌（安坑LRT）の駅。僑信路との交差点西側に位置する。駅番号はK3。 

## 歴史
計画時の仮称は「達観国中小」だった。
- 2016年4月6日 - 着工[2]。
- 2017年12月6日 - 駅名が正式決定[3]。
- 2023年2月10日 - 開業[4][5]。

## 駅構造
相対式ホーム2面2線の地上駅:(8-11)。ホーム長は49メートル、ホーム幅は上下各2メートル:(8-11)。出口は東側十四張方に1ヶ所:(8-11)。
| 安一路二段（南行き） |                                                       |                                                       |
| 地上                 |                                                       |                                                       |
| ↑ 横断 歩道 ↓        | 自動券売機、簡易改札機 相対式ホーム、右側のドアが開く | 自動券売機、簡易改札機 相対式ホーム、右側のドアが開く |
| ↑ 横断 歩道 ↓        | 南行き 1番線                                          | ←安坑軽軌 双城方面（玫瑰中国城駅）                    |
| ↑ 横断 歩道 ↓        | 北行き 2番線                                          | →安坑軽軌 十四張方面（耕莘安康院区駅）→               |
| ↑ 横断 歩道 ↓        | 自動券売機、簡易改札機 相対式ホーム、右側のドアが開く |                                                       |
| ↑ 横断 歩道 ↓        | 安一路二段（北行き）                                  |                                                       |

## 駅周辺
- YouBike（新北市公共自転車（中国語版））軽軌台北小城駅[7]
- 新北市立達観国民中小学（中国語版）
- 仁康医院

## 隣の駅
新北捷運
 安坑軽軌
玫瑰中国城駅 K2 - 台北小城駅 K3 - 耕莘安康院区駅 K4